# 도르트 총회

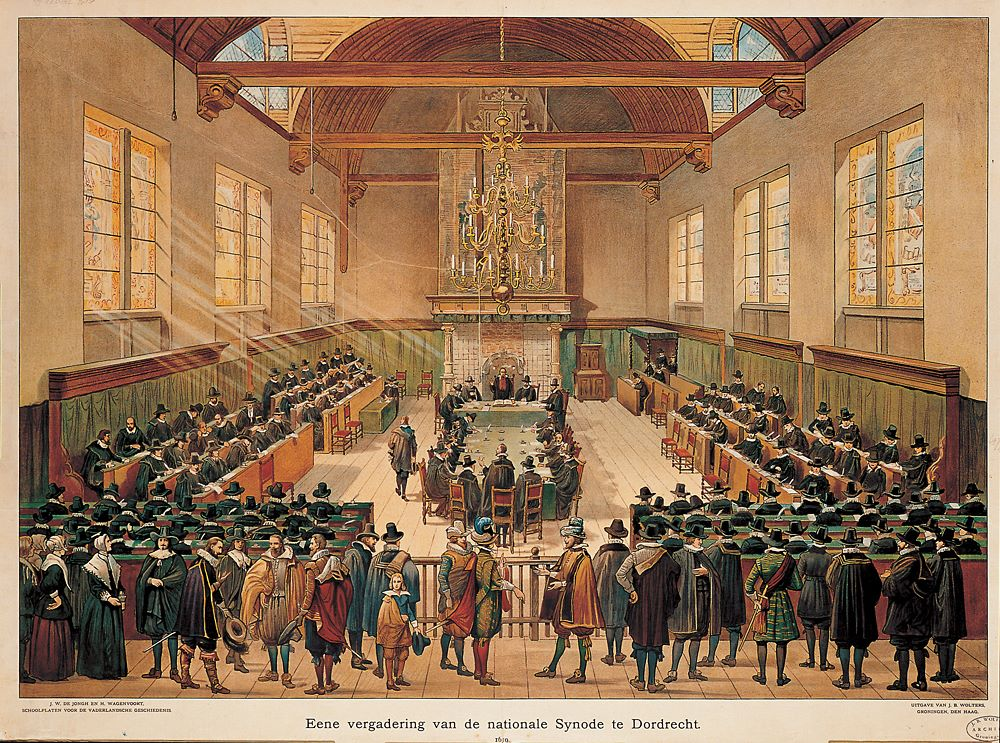
도르트 총회. 아르미니우스주의자들이 중앙 의자에 앉아있다.

도르트 총회 ( Synod of Dordt, Dordrecht)는 아르미니우스의 부상에 의해 시작된 분열된 논쟁을 해결하기 위해 네덜란드 개혁 교회가 1618-1619년까지 도르트에서 개최한 국제 회의였다. 첫 회의는 1618년 11월 13일이었고 최종 회의는 154차 회의로 1619년 5월 9일이었다. 8개 외국 개혁 교회의 투표 대표도 초청되었다. 이 회의에서 작성된 것이 도르트 신조이다. 도르트(Dort)는 도르트레흐트(Dordrecht) 마을의 현대 영어 용어였으며(지방의 구어체 발음으로 남아 있음). 2014년에는 도르트 총회의 활동과 문서들의 총집본이 최초로 출판되었다.

## 정치적 영향
도르트 총회 이후, 아르미니우스주의자들에 대한 박해가 진행되었다.  총독 마우리츠는 정치적 반대세력을 제거 하기 시작하였다.  그는 요한 반 올덴바르네벨트를 반역죄로 기소하고, 1619년 5월 13일에 처형하였다.  후고 그로티우스 역시 체포되어 종신형을 선고받고 감옥에 갇혔다. 아르미니우스주의를 지지하는 목사들과 신학자들은 교수직에서 쫒겨나거나 망명해야 했다. 즉, 도르트 총회 이후 네덜란드 개혁파가 국가 종교로 확립되면서, 아르미니우스주의 교회는 강제로 해산되었다. 

## 같이 보기
- 도르트 신조

## 참고 문헌
- Acta et Documenta Synodi Nationalis Dordrechtanae (1618–1619) (2014) Donald Sinnema, Christian Moser, Herman Selderhuis (eds.) Vol. I, CVII, 539 pag. ISBN 978-3-525-55078-6 Vandenhoeck &  Ruprecht, Göttingen
- Anthony Milton (ed.) (2005) The British Delegation and the Synod of Dort (1618–19) (Church of England Record Society) by Anthony Milton (Editor)
- Brown Patterson, W. (1990). "The Synod of Dort and the Early Stuart Church" [i.e., the Church of England], This Sacred History: Anglican Reflections, [festschrift] for John Booty, ed. Donald S. Armentrout (Cambridge, Mass.: Cowley Publications), p. 199-221. ISBN 1-56101-003-0
- Hoeksema, Homer C. (2013). The Voice of Our Fathers: an Exposition of the Canons of Dordrecht. Second ed. Jenison, Mich.: Reformed Free Publishing Association. N.B.: The publisher's first ed. appeared in 1980. ISBN 978-1-936054-26-8